# Maria Eichlseder
Maria Eichlseder (* Februar 1988 in Graz) ist eine österreichische Informatikerin mit Forschungsschwerpunkt im Bereich der Kryptografie.

## Leben
Maria Eichlseder wuchs in Steyr, Österreich, und in Bayern, Deutschland, auf. Sie maturierte 2006 am Akademischen Gymnasium in Graz mit ausgezeichnetem Erfolg. Darauf folgten die Bachelorstudien Informatik und Technische Mathematik an der TU Graz. Im Masterstudium Informatik spezialisierte sie sich auf Informationssicherheit und Algorithmen. 2018 promovierte sie sub auspiciis praesidentis im Bereich der symmetrischen Kryptographie und Kryptanalyse. Für ihre Dissertation mit dem Titel „Differental Cryptanalysis of Symmetric Primitives“ bekam sie 2018 den Staatspreis für die besten Dissertationen des Bundesministeriums für Bildung, Wissenschaft und Forschung sowie 2019 den Förderpreis für Dissertationen mit besonderer gesellschaftlicher Relevanz des Forum Technik und Gesellschaft.
Seit 2019 ist sie Assistenzprofessorin und Leiterin einer Forschungsgruppe am Institut für Angewandte Informationsverarbeitung und Kommunikationstechnologie (IAIK) der TU Graz.
Das von ihr gemeinsam mit Kollegen entwickelte authentifizierte Verschlüsselungsverfahren ASCON gewann nach mehrjährigem Auswahlprozess 2019 die internationale CAESAR Competition in der Kategorie “Lightweight Cryptography” und wurde vom US National Institute of Standards and Technology (NIST) zum internationalen Standard für Lightweight Cryptography ernannt. Sie hatte den Algorithmus federführend mitentwickelt.
Seit 2025 ist sie als assoziierte Professorin im Fach  Angewandte Informatik habilitiert.
Ihre Forschung trägt dazu bei, digitale Kommunikation sicherer zu machen. Als Co-Autorin von 47 von Experten begutachteten Artikeln in Fachzeitschriften und Konferenzberichten zählt sie weltweit zu den Top 10 Forscherinnen in der Kryptografie in den letzten 10 Jahren.

## Preise und Auszeichnungen
- Staatspreis des Wissenschaftsministeriums (2018)
- Förderpreis "Forum Technik und Gesellschaft" (2019)
- Goldener Ehrenring der Republik Österreich (2019)
- CAESAR Competition in der Kategorie “Lightweight Cryptography” (2019)
- Hedy Lamarr Preis (2023)[13]
- ERC Starting Grant (2024)[14]